# Хаас, Георг
Георг Хаас (нем. Georg Haas, ивр. גאורג האז‎; 19 января 1905, Вена — 13 сентября 1981, Иерусалим) — израильский герпетолог, малаколог и палеонтолог.

## Биография
Родился 19 января 1905 года в Вене (Австрия).
Образование в области зоологии и палеонтологии получил в Vienna University, который закончил в 1928 году защитой диссертации в области анатомии примитивных змей. Среди его учителей были Франц Вернер (1867—1939), Отто фон Веттштейн (1892—1967) и Ян Верслёйс (1873—1939). В 1931 году исследовал цитологию простейших в Берлине (Kaiser Wilhelm Institute, Berlin). После краткого возвращения в Австрию, он затем уехал в Палестину и начал работать в зоологическом отделе Еврейского университета в Иерусалиме (Hebrew University of Jerusalem) с октября 1932 года, где он стал одним из ведущих зоологов и палеонтологов Израиля. До конца жизни оставался активным и как учёный, и как преподаватель. Благодаря усилиям профессора Хааса Национальная коллекция моллюсков (National Mollusc Collection of the Hebrew University) стала центром малакологических исследований Ближнего Востока. Хаас описал эндемика Израиля улитку Elia elonensis G. Haas, 1951.
Умер 13 сентября 1981 года в Иерусалиме (Израиль).

## Память
Несколько видов животных названы в честь Хааса, например, моллюски:
- Truncatellina haasi Venmans, 1957
- Cristataria haasi H. Nordsieck, 1971
- Elia (Elia) moesta georgi Forcart, 1975
- Mathilda haasi Mienis, 1978
- Euchondrus haasi Forcart, 1981.

Также его имя носит журнал «Haasiana» (Newsletter of the Natural History Collections of the Hebrew University of Jerusalem).